# Jan Frans van Son

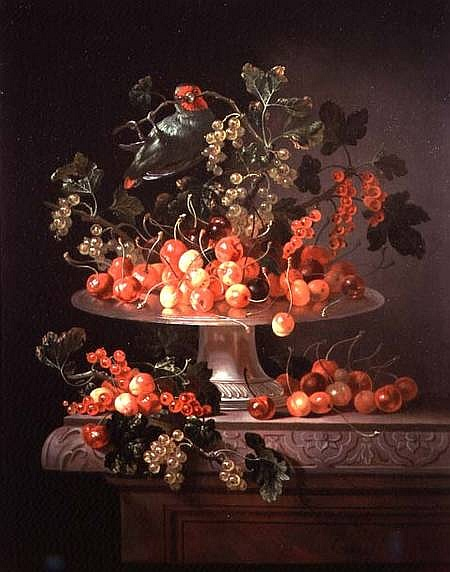
Martwa natura z wiśniami, porzeczkami i papugą

Jan Frans van Son (ur. 16 sierpnia 1658 w  Antwerpii, zm. po 1704 w Londynie) – flamandzki malarz barokowy.
Urodził się w rodzinie malarza martwych natur Jorisa van Sona, ze względu na przedwczesną śmierć ojca kształcił się u przyjaciela rodziny Jana Pauwela Gillemansa II. Prawdopodobnie bezpośrednio po śmierci swojego mistrza przeniósł się na stałe do Anglii i ożenił się z córką malarza królewskiego Roberta Streatera, wielbicielem jego twórczości był Charles Robartes, hrabia Radnor.
Jan Frans van Son malował głównie martwe natury i wielkoformatowe kompozycje kwiatowe, jego prace były często mylone z obrazami ojca. Dokładna data śmierci artysty nie jest znana, prawdopodobnie zmarł pomiędzy 1704 i 1719, według Jacoba Weyermana przyczyną jego śmierci była rozpacz po utracie córki.